# Lineus binigrilinearis
Lineus binigrilinearis är en djurart som tillhör fylumet slemmaskar, och som beskrevs av Gibson 1990. Lineus binigrilinearis ingår i släktet Lineus och familjen Lineidae. Inga underarter finns listade i Catalogue of Life.